# کیفیت انرژی

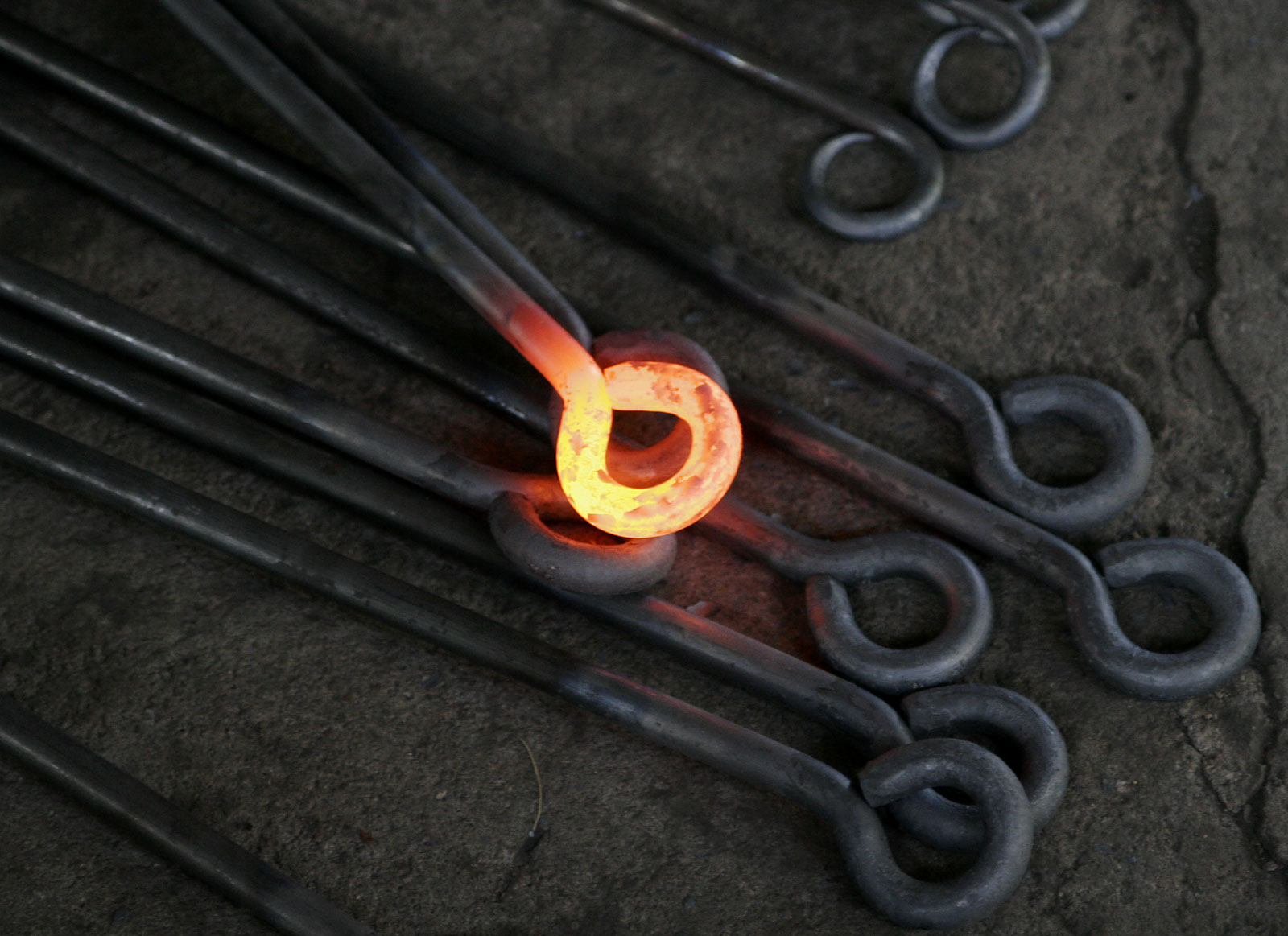
انرژی گرمایی، شکلی از انرژی است که به دمای جسم بستگی دارد. انرژی گرمایی از انرژی پتانسیلی و انرژی جنبشی تشکیل می‌شود.

کیفیت انرژی (به انگلیسی:Energy quality) معیاری است که برای سنجش میزان سهولت تبدیل یک شکل انرژی به کار مفید یا به شکلی دیگر از انواع انرژی استفاده می‌شود. به عبارتی دیگر، کیفیت انرژی اشاره به محتوای انرژی آزاد ترمودینامیکی دارد. یک شکل انرژی با کیفیت بالا دارای محتوای بالایی از انرژی آزاد ترمودینامیکی است و بنابراین نسبت بالایی از آن را می‌توان به کار تبدیل کرد. این در حالی که با اشکال کم کیفیت انرژی، تنها بخش کوچکی می‌تواند به کار تبدیل شود و باقیمانده به صورت گرما دفع می‌شود. مفهوم کیفیت انرژی همچنین در بوم‌شناسی و ترمواکونومیک مورد استفاده قرار می‌گیرد. ردیابی جریان انرژی بین سطوح پروردگی مختلف تغذیه ای در یک زنجیره غذایی از نمونه کاربردهای آن در بوم‌شناسی و در ترمواکونومیک به عنوان معیاری برای سنج خروجی اقتصادی در واحد انرژی استفاده می‌شود. روش‌های ارزیابی کیفیت انرژی اغلب شامل ایجاد رتبه‌بندی کیفیت انرژی به ترتیب سلسله مراتبی است.

## مثال: صنعتی‌سازی و زیست‌شناسی

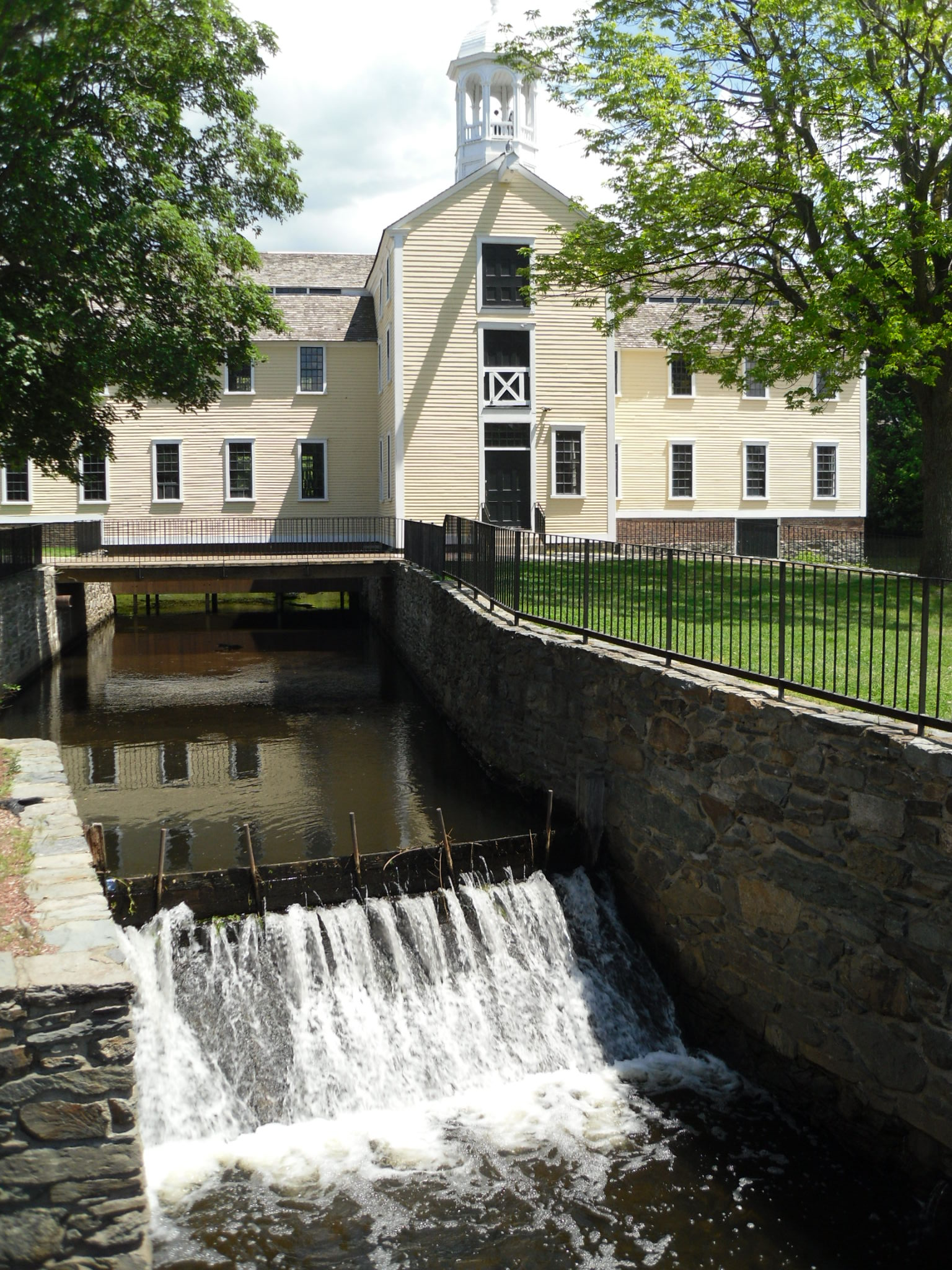
پایگاه تاریخی اسلاتر میل (Slater Mill Historic Site) در پاتاکیت، رود آیلند.

توجه به کیفیت انرژی یک محرک اساسی صنعتی سازی در قرن ۱۸ تا ۲۰ میلادی بود. برای مثال صنعتی شدن نیوانگلند در قرن هجدهم و ساخت کارخانه‌های نساجی حاوی دستگاه‌های بافندگی پاور لووم (power looms) برای بافتن پارچه را در نظر بگیرید. ساده‌ترین، مقرون‌به‌صرفه‌ترین و مستقیم‌ترین منبع انرژی توسط چرخ‌های آب تأمین می‌شد که انرژی را از یک حوضچه پشت سدی در یک نهر محلی استخراج می‌کرد. اگر یکی دیگر از زمین‌داران مجاور تصمیم به ساخت آسیاب در همان نهر می‌گرفت، ساخت سد آن‌ها ارتفاع آب را پایین می‌آورد تا انرژی مورد نیاز موجود شود و در نتیجه به تولید برق و بازدهی کل بوم آسیب می‌رساند. این مثال در نهایت تبدیل به یک موضوع بومی در کل منطقه شد و سودآوری کلی کارخانه‌های قدیمی‌تر را با ساخت کارخانه‌های جدید کاهش داد. جست‌وجوی انرژی با کیفیت بالاتر یک انگیزه بزرگ در طول قرن‌های ۱۹ و ۲۰ بود. برای مثال، سوزاندن زغال سنگ برای تولید بخار موردنیاز برای تولید انرژی مکانیکی در قرن هجدهم قابل تصور نبود. در پایان قرن نوزدهم، استفاده از چرخ‌های آبی مدت‌ها منسوخ شده بود. به‌طور مشابه، کیفیت انرژی الکتریسیته مزایای بسیار زیادی نسبت به بخار داشته و تأثیر شگرفی بر اقتصاد گذاشته، اما تا قرن بیستم فناوری‌های موردنیاز الکتریستیه اقتصادی یا عملی نشده بودند.
مثال بالا بر اثرات اقتصادی بهره‌کشی و استثمار از انرژی متمرکز بود. سناریوی مشابهی در طبیعت و زیست‌شناسی اتفاق می‌افتد، جایی که موجودات زنده می‌توانند انرژی با کیفیت متفاوت را از طبیعت استخراج کنند که در نهایت توسط انرژی خورشیدی به عنوان محرک اصلی عدم تعادل ترمودینامیکی روی زمین هدایت می‌شود. تعادل اکولوژیکی اکوسیستم‌ها بر اساس شارش انرژی از طریق سیستم است. به عنوان مثال، آب باران فرسایش سنگ‌ها را تحریک و مواد شیمیایی آزاد می‌کند که می‌توانند به عنوان مواد مغذی استفاده شوند. این مواد شیمایی توسط پلانکتون‌ها جذب می‌شوند و از انرژی خورشیدی برای رشد و شکوفایی استفاده می‌کنند. نهنگ‌ها با خوردن پلانکتون انرژی دریافت می‌کنند، بنابراین به‌طور غیرمستقیم از انرژی خورشیدی نیز استفاده می‌کنند، اما این بار به شکلی بسیار متمرکزتر و با کیفیت‌تر انرژی.
چرخ‌های آبی نیز توسط آب باران، و از طریق چرخه آب به حرکت در می‌یابند؛ بنابراین در نهایت، تولید پارچه‌های صنعتی در اوایل انقلاب صنعتی توسط چرخه روز و شب و تابش خورشیدی هدایت می‌شد. این یک دیدگاه کل‌نگر از منابع انرژی به عنوان یک سیستم است؛ بنابراین، گاهی اوقات می‌توان بحث‌هایی در مورد کیفیت انرژی در علوم انسانی مانند دیالکتیک، مارکسیسم و پست مدرنیسم یافت. این امر و دیدگاه در واقع به این دلیل است که رشته‌هایی مانند اقتصاد نتوانستند ورودی‌های ترمودینامیکی در اقتصاد را تشخیص دهند (اکنون ولی سعی در حل آن در ترمواکونومیک شده) و رشته‌هایی همانند فیزیک و مهندسی نیز قادر به پرداختن به تأثیرات اقتصادی فعالیت‌های انسانی یا تأثیرات جریان‌های ترمودینامیکی در اقتصاد یا اکوسیستم‌های بیولوژیکی نبودند؛ بنابراین، بحث‌های گسترده و کل‌نگر «سیستم در کلیت آن» توسط کسانی که به بهترین وجه برای استدلال مبهم و غیر تخصصی که چنین سیستم‌های پیچیده‌ای نیاز دارند مطرح شد. نتیجه عدم تطابق واژگان و دیدگاه‌ها در بین رشته‌های مختلف دانشگاهی این موضوع منجر به مشاجره و بحث‌های قابل توجه و نوپایی شده‌است.